# Balsas (kommun i Brasilien, Maranhão, lat -8,42, long -46,49)
Balsas är en kommun i Brasilien.   Den ligger i delstaten Maranhão, i den centrala delen av landet, 800 km norr om huvudstaden Brasília. Antalet invånare är 83 537.
Följande samhällen finns i Balsas:
- Balsas

Omgivningarna runt Balsas är huvudsakligen savann. Runt Balsas är det mycket glesbefolkat, med 5 invånare per kvadratkilometer.